# らぢおHTB
らぢおHTB（らぢおエイチティービー）は、エフエム北海道（AIR-G'）が放送していたラジオ番組。

## 概要
主要株主である北海道テレビ放送（HTB）とコラボレートし、毎月最終週の日曜日に生放送するトークバラエティ番組。HTBのアナウンサー（1-3名）がパーソナリティを務める。
テーマは出演するアナウンサーによって異なり、アニメ関連・音楽・自身の趣味・時事の話題など多岐にわたる。聴取者からのメールなども受け付けており、抽選でHTBオリジナルグッズをプレゼントしている。
なお、HTBは過去にもFM NORTH WAVEと同時放送の「TV-north」を制作しており、FMラジオ局との結びつきは以前よりあった。

## 放送時間
- 毎週の土曜日20:30 - 20:55